# Metru cub
Metrul cub este în Sistemul internațional de unități, SI, o unitate derivată de măsură pentru volume, care are simbolul m3. Un metru cub este un metru ridicat la cub (1 m x 1 m x 1 m), reprezentat geometric printr-un cub cu lungimile muchiilor de 1 m.
1 m3 = 1.000 de dm3 (decimetri cubi) = 1.000.000 cm3 (centimetri cubi) = 1.000.000.000 mm3 (milimetri cubi)
1 m3 = 1.000 de litri
1 m3 de apă cântărește circa 1 tonă la temperatura de maximă densitate, de 277,13 K (3,98 °C  = 39,164 °F) și presiunea atmosferică standard, de 101.325 Pascali (1.013,25 hPa = 101,325 kPa) [999,975 kg]. La 0° Celsius, punctul de îngheț al apei, un metru cub de apă este ceva mai ușor, și are masa egală cu 999,972 kg.